# Александар Хемон
Александар Хемон (босн. Aleksandar Hemon, 9 вересня 1964 ріку, Сараєво, тоді Югославія) — американський письменник боснійського походження, есеїст та літературний критик.

## Біографія
Батько — наполовину українського походження. Дід Александара приїхав у Боснію з Західної України, яка тоді була у складі Австро-Угорщини, під час Першої світової війни, мати — боснійська сербка. Закінчив університет в Сараєво, почав публікуватися в 1990 році. В 1992 приїхав туристом в Чикаго і вирішив залишитися в США після початку Боснійської війни. Англійської мови майже не знав. Змінив декілька професій, почав писати англійською. Перша публікація вийшла у 1995 році. Друкувався в газеті The New York Times, журналах The New Yorker, Esquire, The Paris Review, Granta і інші.
Лауреат декількох американських літературних премій. Книги Хемона перекладені на найбільш розповсюджені європейські мови.

## Твори
- The Question of Bruno (2000)
- Nowhere Man (2002)
- The Lazarus Project (2008), відзначена New York Magazine як книга року, премія Яна Михальського, Франція, 2010;
- Love and Obstacles, новеллы (2009)